# 羅莫斯鄉

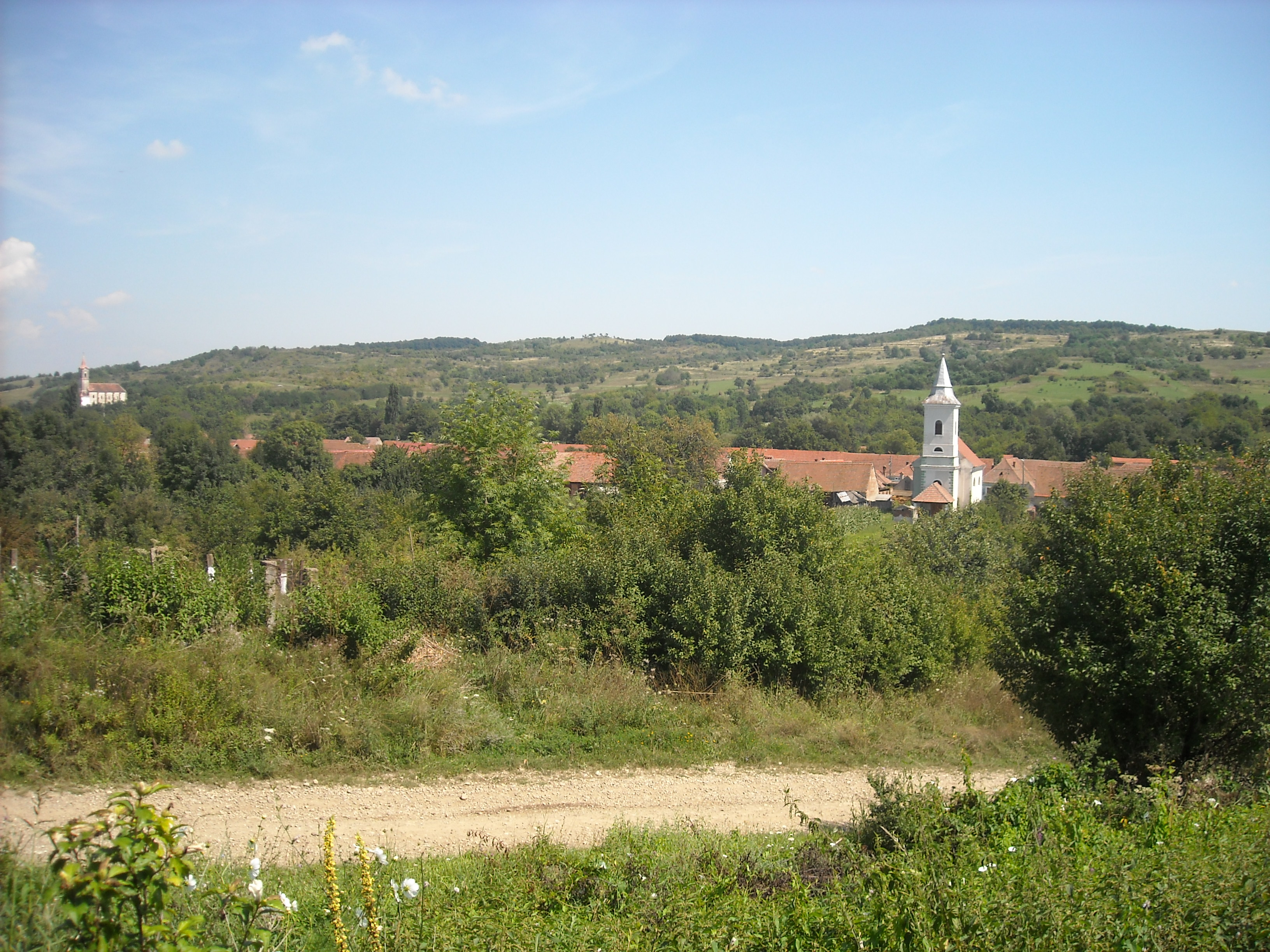

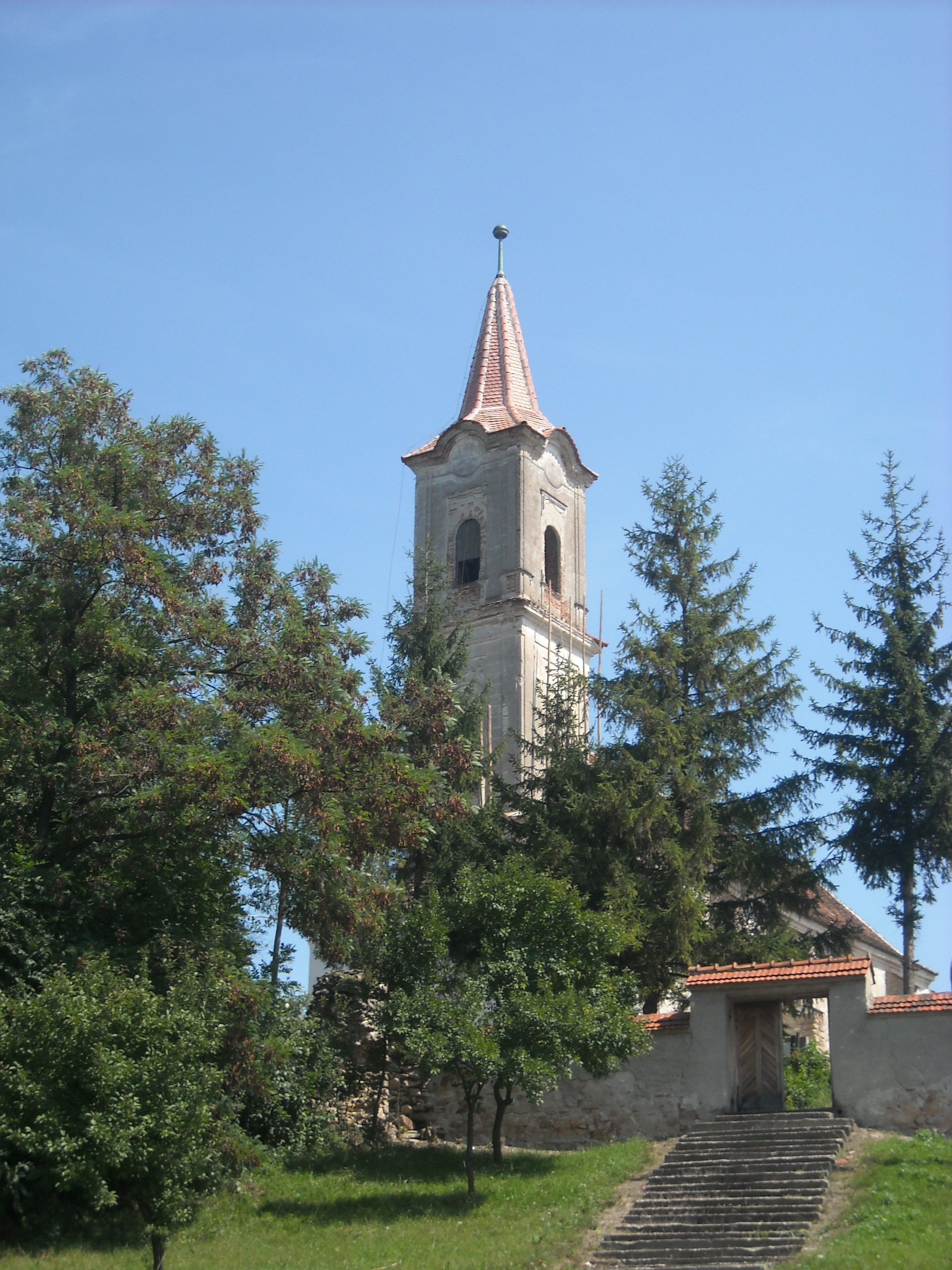

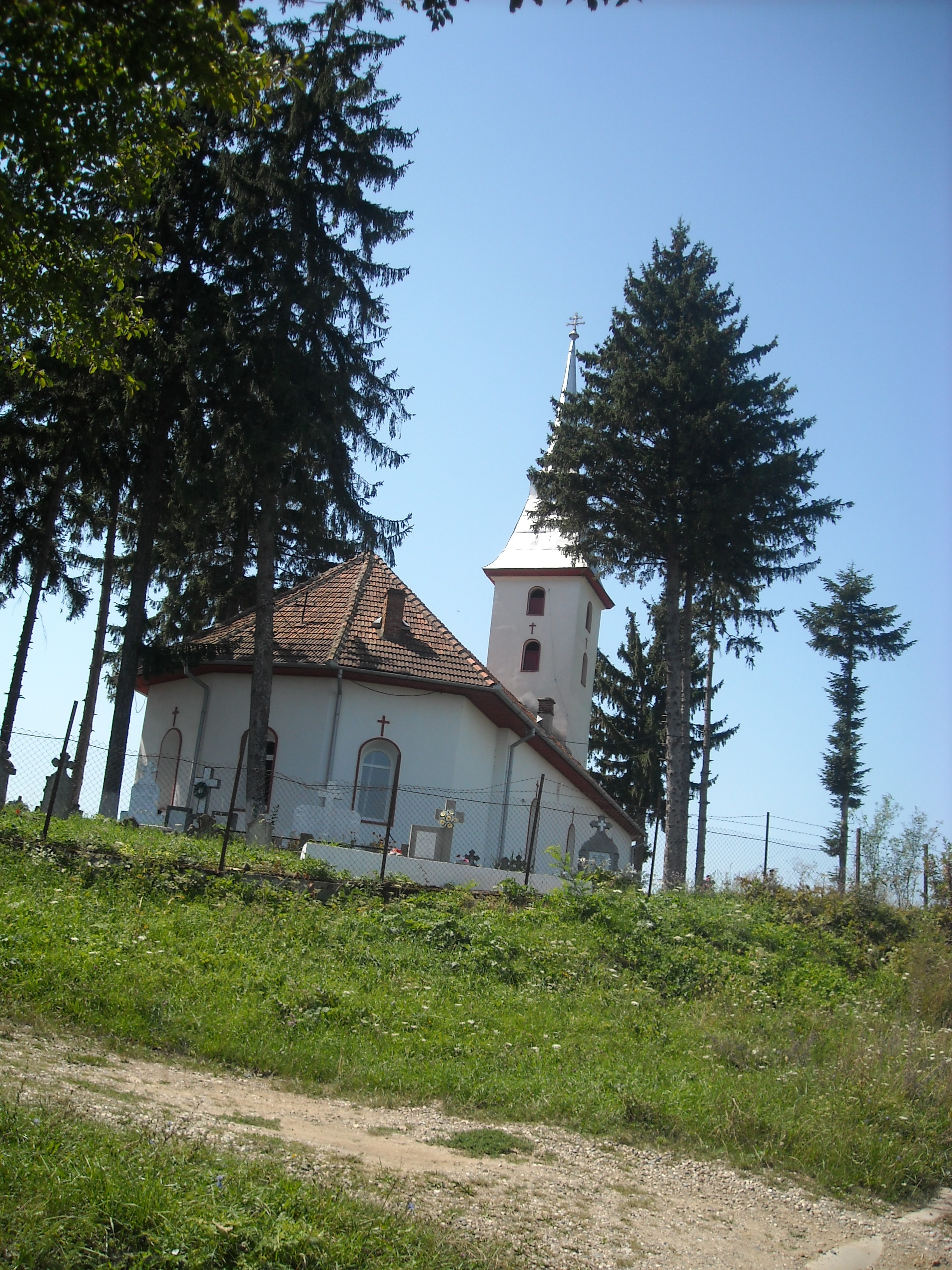

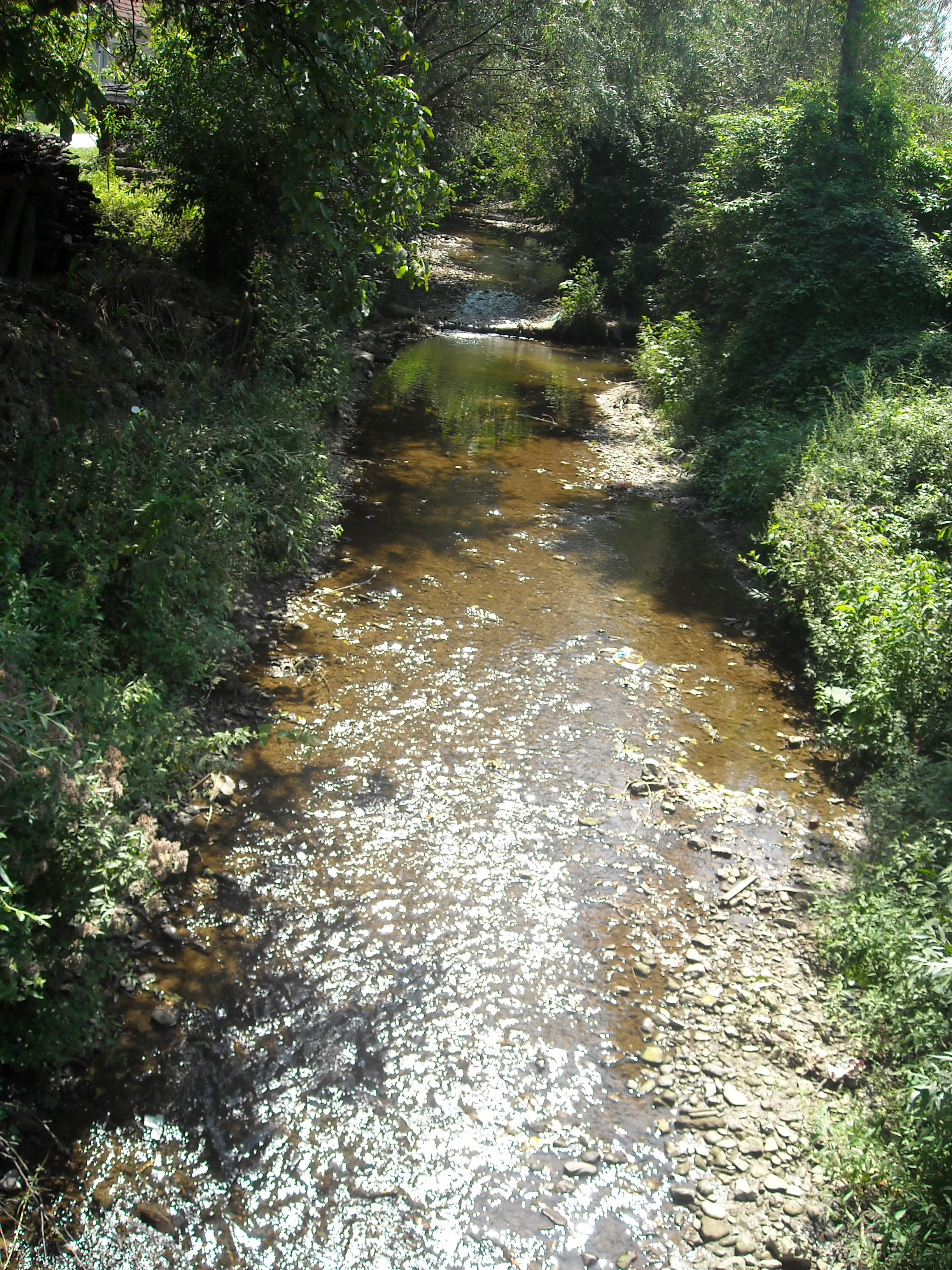

45°50′N 23°17′E / 45.833°N 23.283°E
羅莫斯鄉（羅馬尼亞語：Comuna Romos, Hunedoara），是羅馬尼亞的鄉份，位於該國西部，由胡內多阿拉縣負責管轄，面積74平方公里，海拔高度348米，2007年人口2,855，人口密度每平方公里39人。